# La Bigottière
La Bigottière é uma comuna francesa na região administrativa da Pays de la Loire, no departamento de Mayenne. Estende-se por uma área de 18,4 km². Em 2010 a comuna tinha 500 habitantes (densidade: 27,2 hab./km²).